# Claude François Bruno Siblot
Claude François Bruno Siblot, né le 6 octobre 1752 à Lure (province de Franche-Comté, actuel département de la Haute-Saône), mort le 20 octobre 1801 dans la même ville, est un médecin et un homme politique de la Révolution française.

## Biographie
Claude Siblot est médecin et maire de sa vile natale entre 1788 et 1790.  

### Mandat à la Législative
La France devient une monarchie constitutionnelle en application de la constitution du 3 septembre 1791. Le même mois, Claude Siblot est élu député du département de la Haute-Saône, le cinquième sur sept, à l'Assemblée nationale législative.  
Il siège sur les bancs de la gauche de l'hémicycle. En février 1792, il vote en faveur de la mise en accusation de Bertrand de Molleville, le ministre de la Marine. En avril, il vote pour que les soldats du régiment de Châteauvieux, qui s'étaient mutinés lors de l'affaire de Nancy, soient admis aux honneurs de la séance. En août, il vote en faveur de la mise en accusation du marquis de La Fayette. 
La monarchie prend fin à l'issue de la journée du 10 août 1792 : les bataillons de fédérés bretons et marseillais et les insurgés des faubourgs de Paris prennent le palais des Tuileries. Louis XVI est destitué et incarcéré au Temple avec sa famille. 

### Mandat à la Convention
En septembre 1792, Claude Siblot est réélu député de la Haute-Saône, le troisième sur sept, à la Convention nationale.  
Il siège sur les bancs de la Plaine. Lors du procès de Louis XVI, il vote la mort et rejette l'appel au peuple et le sursis à l'exécution de la peine. En mars 1793, il est envoyé en mission dans les départements du Doubs et de la Haute-Saône aux côtés de Jean-Baptiste Michaud afin d’accélérer la levée masse. Il est absent lors du scrutin sur la mise en accusation de Jean-Paul Marat. En mai, de retour à Paris, il vote en faveur du rétablissement de la Commission des Douze.  
En mission dans les départements de l'Eure et de la Seine-Inférieure en pluviôse an II (février 1794), il fait transférer Jean-Jacques Duval d'Eprémesnil devant le Comité de Sûreté générale. 
Claude Siblot n'est pas réélu député sous le Directoire. 